# Ajia
Ajia lub Aja Kepir (gr. Αγία lub Αγιά Κεπίρ, tur. Dilekkaya) – wieś na Cyprze, w dystrykcie Nikozja. Od 1974 roku w granicach samozwańczej republiki Cypru Północnego.